# Raúl Esparza
Raúl Eduardo Esparza (nascido em 24 de outubro de 1970) é um ator e cantor americano. Considerado um dos protagonistas mais proeminentes da Broadway desde os anos 2000, ele é mais conhecido por sua performance indicada ao Tony Award como Bobby no revival da Broadway de 2006 de Company e por seu papel na televisão como o promotor público assistente de Nova York (ADA) Rafael Barba em Law & Order: Special Victims Unit , onde teve um papel recorrente na 14ª temporada e foi promovido a regular da série nas temporadas 15 a 19.
Ele fez sua estreia na Broadway em 2000 como Riff Raff no revival de The Rocky Horror Show . Posteriormente, ele estrelou como Jonathan na produção off-Broadway original de Tick, Tick... Boom! e Caractacus Potts na produção original da Broadway de Chitty Chitty Bang Bang em 2005. Ele recebeu indicações ao Tony por seus papéis como Philip Sallon no musical Taboo de Boy George em 2004; Bobby na comédia musical Company em 2006; Lenny na peça The Homecoming de Harold Pinter em 2008; e Charlie Fox na peça Speed-the-Plow de David Mamet em 2009. Mais recentemente, ele estrelou as produções off-Broadway Road Show e Seared em 2019, e Oliver! em 2023.
Esparza foi indicado em todas as categorias Tony para as quais um ator é elegível. Ele é amplamente conhecido por sua versatilidade no palco, tendo realizado musicais de Andrew Lloyd Webber , Stephen Sondheim , Kander e Ebb , Boy George , os Sherman Brothers e em peças de Mamet, Pinter, William Shakespeare , Tom Stoppard , e mais.
Seu trabalho no cinema inclui Find Me Guilty, de Sidney Lumet, e My Soul to Take , de Wes Craven , e seus créditos na televisão incluem papéis em The Path , Medium , Hannibal e Pushing Daisies . Ele narrou o audiolivro de Under the Dome , de Stephen King , assim como vários outros, e cantou em shows por todo o país.